# Stazione di Padova Campo Marte
La stazione di Padova Campo Marte era una stazione ferroviaria di Padova, situata sulla linea Padova-Bologna, che collegava la città veneta all'Emilia-Romagna, a Rovigo, Ferrara ed al sud Italia. Era posta lungo Corso Australia, una delle tangenziali cittadine, nonché vicino all'aeroporto.

## Strutture e impianti
La stazione è comandata dal Dirigente Movimento di Padova, dal momento che Campo Marte è stata integrata nell'ACC di Padova.
Prima del 1970 la stazione era così costituita:
- Cabina A: ACI ad 80 leve e serratura centrale con chiavi di risulta, lato Padova;
- Cabina B: ACI a 15 leve e serratura centrale con chiavi di risulta, lato Bologna;
- PG Montà: apparato a filo a 5 leve, nelle vicinanze del Deposito Locomotive.

I deviatoi erano interamente a mano con fermascambi a chiave, mentre il segnalamento, prima del 1967, era ad ala con manovra idrodinamica e successivamente luminoso con luci sovrapposte.
Successivamente, dal 1970 fino agli anni 2000 la stazione ebbe in dotazione un ACEI tipo OMS2, con due posti di movimento, dotati di serratura centrale con chiavi di risulta, di cui il B, venne dismesso, centralizzando tutto il lato Bologna.
La stazione era raccordata alla omonima Squadra Rialzo che si occupava delle riparazioni sia di carri merci che di vetture passeggeri della divisione Trasporto regionale del Veneto.
Tutti i fabbricati sono attualmente in stato di abbandono se non già demoliti.

## Movimento
L'impianto viene utilizzato come bivio per i raccordi utilizzati dai treni merci da e per Bologna in direzione del gruppo scambi Montà (sulla linea per Milano) e gruppo scambi Altichiero (sul tronco comune alle linee per Bassano e per Calalzo).